# Цвилий, Пётр Петрович
Пётр Петрович Цвилий (23 марта 1909 — 8 октября 1943) — сапёр 392-го отдельного сапёрного батальона 232-й стрелковой дивизии 38-й армии Воронежского фронта, красноармеец. Герой Советского Союза.

## Биография
Родился 23 марта 1909 года в селе Сезенков ныне Барышевского района Киевской области. В 1931 году был призван в ряды Красной Армии. Служил в сапёрной части. После демобилизации, в 1933 году, вернулся в родное село и работал в колхозе.
С началом Великой Отечественной войны вновь был призван в Красную Армию. Воевал на Юго-Западном, Сталинградском, Воронежском, 1-м Украинском фронтах.
Осенью 1943 года переправившись через Десну в районе села Летки, части 232-й стрелковой дивизии преодолели междуречье и 26 сентября 1943 года вышли к Днепру. Отделение, в которое входил Пётр Цвилий, ещё на Северном Донце подобрало резиновую лодку. Командир батальона назначил его старшим расчёта на лодке. Умело управлял лодкой и вывел её из зоны огня. Под его руководством расчёт сделал четыре рейса через Днепр. 
8 октября 1943 года в самый разгар боя его лодка попала в зону ураганного огня. Весь расчёт лодки погиб под бомбардировкой вражеского самолёта. Представлен к награждению званием Героя Советского Союза за образцовое выполнение заданий по переправе через Днепр подразделений пехоты и техники и проявленное при этом исключительное мужество и героизм. 
Указом Президиума Верховного Совета СССР «О присвоении звания Героя Советского Союза генералам, офицерскому, сержантскому и рядовому составу Красной Армии» от 10 января 1944 года за «образцовое выполнение боевых заданий командования на фронте борьбы с немецко-фашистскими захватчиками и проявленные при этом отвагу и геройство» удостоен посмертно звания Героя Советского Союза. Награждён орденом Ленина.